# Jim Jacobs
Jim Jacobs, né le 7 octobre 1942 à Chicago, est un compositeur et scénariste américain.

## Biographie
Créateur de la comédie musicale Grease en 1972, il en a écrit le scénario et la musique avec Warren Casey (en).

## Source de traduction
- (en) Cet article est partiellement ou en totalité issu de l’article de Wikipédia en anglais intitulé « Jim Jacobs » (voir la liste des auteurs).